# Zohar Wagner
Zohar Wagner, née le 27 juillet 1970 à Boston, est une réalisatrice de documentaires, productrice de cinéma et une journaliste israélienne.

## Biographie
Zohar Wagner est la fondatrice de la société de production audiovisuelle, Zohar Wagner Films. Elle réalise et produit des longs métrages et documentaires diffusés à la télévision israélienne et au cinéma. Certains de ses films ont été primés dans des festivals de cinéma du monde entier. La réalisatrice explore notamment les thématiques de la représentation du corps, la féminité ou encore l'égalité femmes-hommes.
En 2022, Zohar Wagner réalise et produit le long métrage documentaire, Savoy. Elle y raconte l'histoire de Kochava Levy, une jeune femme Mizrahi appauvrie et prise en otage lors de l'attaque terroriste de l'hôtel Savoy à Tel Aviv en mars 1975. Au cours de cette nuit, elle devient une héroïne intrépide et pleine de ressources,,. La même année, le film est nommé pour le meilleur scénario aux Ophirs du cinéma, ainsi que pour le Diamond Award du meilleur film documentaire lors du Festival international du film de Jérusalem,.

## Filmographie
- 2004 : La-Straight, série télévisée
- 2006 : Zorki
- 2009 : Simaney Metiha (Stretch Marks)
- 2012 : Doll: Why Did You Dance Naked?
- 2016 : A Tale of Two, téléfilm
- 2019 : 21 Yom Velayla (21 Days Inside)
- 2022 : Savoy